# Ligne de tramway 38 (SNCV Groupe du Centre)
La ligne 38 est une ancienne ligne du tramway du Centre de la Société nationale des chemins de fer vicinaux (SNCV) qui reliait Estinnes-au-Mont à Péronnes-lez-Binche.

## Histoire
1937 : attribution de l'indice 38.
État au 1er janvier 1950 : 38 Estinnes-au-Mont Gare - Péronnes Station
1962 : suppression, remplacement par un service routier.